# 怒江冷杉
怒江冷杉（学名：Abies nukiangensis）为松科冷杉属的植物，为中国的特有植物。分布于中国大陆的云南等地，生长于海拔2,500米至3,100米的地区，目前已由人工引种栽培。